# 워터사이드 커로리 AFC
워터사이드 커로리 AFC(Waterside Karori Association Football Club)는 뉴질랜드 웰링턴 교외 커로리에 있는 축구단이다. 현재 센트럴 리그에 참가하고 있다.